# Årsmån
Årsmån avses inverkan på bland annat jordbruk, skogsbruk samt frukt- och trädgårdsodling av olika väderleksbetingelser under ett år, såsom väderväxlingar i temperatur, ljus, nederbörd, vind och växtpatologi.
Avkastningen för odlingar – det vill säga mängden grödor, frukter, etc. som kan skördas – varierar över tid och beror på ett stort antal faktorer, såväl konstanta som relativa. En av de viktiga faktorerna för avkastningen som kan variera kraftigt från ett år till ett annat är årsmånen. Det går att göra statistiska beräkningar av årsmånen, för att möjliggöra en bedömning av i vilken mån väderbetingelser påverkat avkastningen ett visst år.
En mindre gynnsam årsmån – till exempel torka eller översvämningar – kan ge dåliga skördar eller till och med missväxt, något som historiskt sett ofta drabbat samhället hårt. Mindre gynnsamma årsmåner är även i modern tid något som kan slå hårt mot jordbruk och andra odlingar. Ett exempel på när så skett på senare år är 2018, då 2017 års torra sommar, blöta höst och kalla vinter i kombination med en torr vår och sommar 2018 gav sämre skördar, vilket bland annat resulterade i foderbrist.
Olika växtslag gynnas av olika årsmån, till exempel olika mängder nederbörd. Det kan i viss mån vara möjligt att kompensera för en ogynsam årsmån med andra åtgärder, till exempel gödsling.